# Йохан Кристиан Херман (Золмс-Барут)
Йохан Кристиан Херман фон Золмс-Барут (на немски: Johann Christian Hermann Graf zu Solms-Baruth; * 2 декември 1799 във Верау (днес село Осечница) в Долносилезко войводство, Полша); † 15 март 1877 в Кличдорф (Kliczków) в Долна Силезия, Полша) е граф на Золмс-Барут.
Той е единственият син на граф Йохан Хайнрих Фридрих фон Золмс-Барут (1770 – 1810) и съпругата му графиня Шарлота Каролина Амалия фон Райхенбах (1776 – 1851), дъщеря на граф Хайнрих Леополд фон Райхенбах (1733 – 1805) и София Амалия Хенриета фон Райхенбах (1755 – 1797). Внук е на граф Йохан (Ханс) Кристиан II фон Золмс-Барут († 1800) и графиня Вилхелмина фон Липе-Бистерфелд († 1766), наследничка на Верау и Кличдорф (1733 – 1766), вдовица на граф Зигфрид фон Промниц (1734 – 1760), дъщеря на граф Фридрих Карл Август фон Липе-Бистерфелд (1706 – 1781) и графиня Барбара Елеонора фон Золмс-Барут (1707 – 1744).
Сестра му Амалия Тереза Хелена Берта фон Золмс-Барут фон Золмс-Барут (1801 – 1832) се омъжва 1820 г. за граф Фридрих Хайнрих Лудвиг фон Золмс-Барут (1795 – 1879).
Резиденцията е в дворец Барут в Барут, Бранденбург. През 1767 г. дядо му граф Йохан (Ханс) Кристиан II фон Золмс-Барут († 1800) получава дворец Кличдорф (Kliczków) в Долна Силезия и той става главната резиденция. Линията „Золмс-Барут“ съществува от 16 век до 1945 г.
Йохан Кристиан Херман фон Золмс-Барут умира на 15 март 1877 г. на 77 години.

## Фамилия
Йохан Кристиан Херман фон Золмс-Барут се жени на 21 януари 1827 г. във Вернигероде за Мари фон Равен (* 19 октомври 1808; † 3 октомври 1878, Клитчдорф), дъщеря на Ото фон Равен и фрайин Луиза фон дер Рек. Те имат три деца, от които само едната дъщеря пораства:
- син (*/† декември 1827)
- Жени фон Золмс-Барут (* 12 ноември 1830, Дрезден; † 29 март 1874), неомъжена
- Мари (* 5 май 1832; † 21 юли 1835, Дрезден), погребана в Барут, Бранденбург